# Special Moves
Special Moves è un album dal vivo del gruppo musicale scozzese Mogwai, pubblicato nel 2010.

## Tracce
1. I'm Jim Morrison, I'm Dead – 6:01
2. Friend of the Night – 5:30
3. Hunted By a Freak – 4:07
4. Mogwai Fear Satan – 11:43
5. Cody – 6:10
6. You Don't Know Jesus – 5:31
7. I Know You Are But What Am I – 4:04
8. I Love You, I'm Going to Blow Up Your School – 7:57
9. 2 Rights Make 1 Wrong – 9:05
10. Like Herod – 10:38
11. Glasgow Megasnake – 3:50
12. Yes! I Am a Long Way from Home – 5:48
13. Scotland's Shame – 6:30
14. New Paths to Helicon, Pt. 1 – 8:40
15. Batcat – 5:47
16. Thank You Space Expert – 7:06
17. The Precipice – 7:03

## Formazione
- Stuart Braithwaite – chitarra
- Dominic Aitchison – basso
- Martin Bulloch – batteria
- John Cummings - chitarra
- Barry Burns – tastiera, chitarra